# Jindřich I. z Lichtenštejna
Jindřich I. z Lichtenštejna (německy Heinrich von Liechtenstein, 1216 – 11. květen 1265) byl rakouský šlechtic, roku 1260 zemský hejtman Štýrska. Jeho sídlem byl Mikulov, hrad Lichtenštejn a panství Petronell. Byl jedním z předků pozdějšího knížecího rodu Lichtenštejnů.

## Život

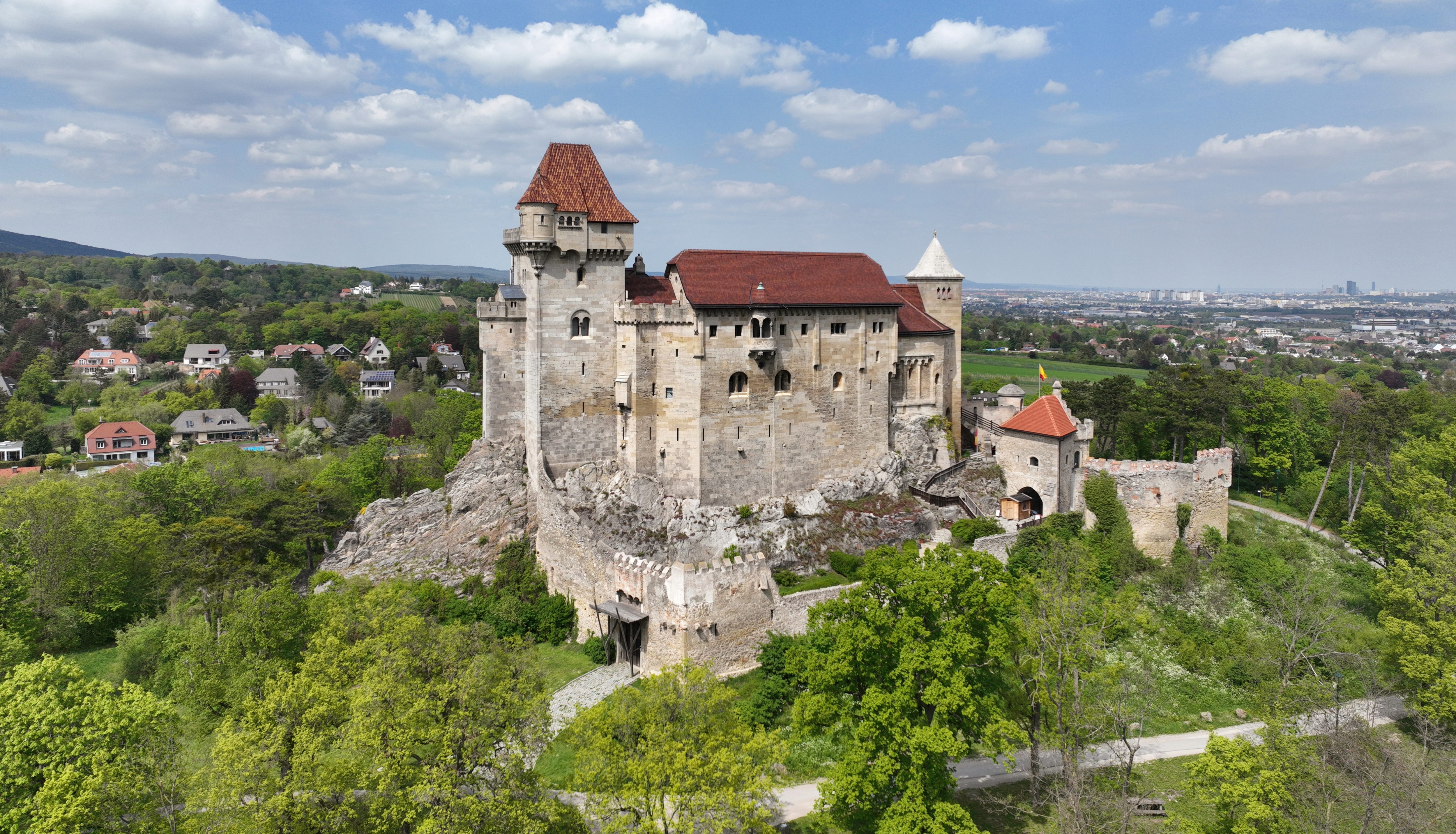
Hrad Liechtenstein poblíž Mödlingu v Dolním Rakousku

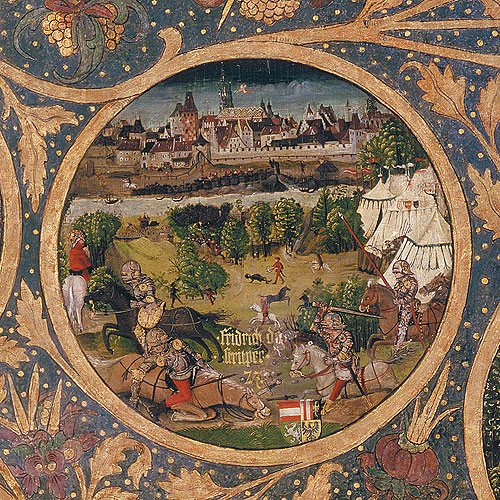
Bitva na Litavě

Jindřichovo místo ani rok narození nejsou známé. Roku 1245 se účastnil válečného tažení proti Prusům u Toruně. Roku 1246 se zúčastnil uhersko-rakouské bitvy na Litavě na straně Fridricha II. Bojovného, kde vévoda padl. Český král Václav I. se roku 1247 po smrti svého syna Vladislava, manžela Gertrudy Babenberské, nároků na Rakousko a Štýrsko zřekl bez boje. Jeho syn Přemysl Otakar II. kvůli zachování dobrých styků na moravsko-rakouském pomezí usadil na hranice Jindřicha z Lichtenštejna.
Část šlechty, která chtěla v úřadech nahradit Václavovy oblíbence, bez králova vědomí zvolila 31. července 1247 ctižádostivého Přemysla spoluvládcem s titulem mladší král a postavila jej do čela odboje proti jeho otci. Volba Přemysla představovala zjevnou vzpouru a jak Přemysl, tak i předáci šlechty, kteří ho zvolili, předpokládali, že králi nezbude nic jiného, než se s daným stavem smířit. Lichtenštejn i s Alberem z Kuenringu zůstal na straně Přemysla Otakara. [zdroj?] Pravděpodobně proto obdržel darem dne 14. ledna 1249 jihomoravský Mikulov s vesnicemi Bavory, Klentnice, Mušov, Dolní Dunajovice a Březí bezplatně do svého vlastnictví.
Roku 1251 během jednání o převzetí vévodství Přemyslem Otakarem II. vedl rakouskou delegaci Lichtenštejn a Jindřich z Hasbachu. Během Přemyslovy vlády společně s dalšími představiteli lokální šlechty vykonával nejvyšší funkce. 24. května 1260 byl jmenován zemským štýrským hejtmanem, poté obdržel jmenování do úřadu zemského soudce, i když tuto funkci již prováděl. Za nástupce v úřadu zemského hejtmana jmenoval Přemysl Otakar II. 25. prosince 1262 jihočeského šlechtice Voka z Rožmberka. Přesto Lichtenštejn stále patřil k vlivným šlechticům. V listině z 1. května 1262 vystavené ve Vídni bylo opakovaně potvrzeno darování mikulovského panství.
Jindřichův syn Jindřich II. bojoval 1278 v bitvě na Moravském poli na straně Otakara a po jeho smrti přešel na stranu Rudolfa Habsburského.

### Manželství a rodina
Jindřich byl dvakrát ženatý. Poprvé s jistou Diemud neznámého rodu. Z tohoto manželství se narodil jeden syn:
- Bedřich I. z Lichtenštejna († ~1310), ženatý s Anežkou z Himpergu († po roce 1310)

Podruhé byl ženatý s Mechtyldou z neznámého rodu († po roce 1265). Z tohoto manželství se narodili dva synové:
- Hartneid († 1277)
- Jindřich II. z Lichtenštejna, pán Liechtensteinu a Mikulově († 13. dubna 1314), ženatý s Petrissou z Zelkingu († 1318)